# Willie Bee
Willie Bee (eigentlich Willie B. James; * 1910 in Yazoo City, Mississippi; † 1942) war ein US-amerikanischer Bluessänger und Gitarrist.
Willie Bee spielte in den 1930er Jahren in Chicago. Er nahm zwar unter eigenem Namen nur vier Musikstücke auf (von denen nur zwei, nämlich die Titel Ramblin' Mind Blues und Can't Control My Mind 1937 auf dem Label Vocalion veröffentlicht wurden), galt jedoch als fähiger Gitarren-Begleiter, als welcher er zum Beispiel mit Bumble Bee Slim (Queen Bee Blues 1932 auf Vocalion) und Tampa Red (Delta Woman Blues 1937 auf Bluebird) Aufnahmen einspielte.